# 10-cm-Nebelwerfer 35
Der 10-cm-Nebelwerfer (Nb.W. 35) war vor dem Zweiten Weltkrieg die Hauptbewaffnung der etwa um 1935 gegründeten, damals geheimen, deutschen Nebeltruppe der deutschen Wehrmacht.
Im Funktionsprinzip eines Mörsers diente er in erster Linie zum Verschuss der 10-cm Nebelmine, später Nebelwurfgranate genannt. Hieraus ergab sich gleichzeitig die Möglichkeit auch chemische Munition, wie Gasgranaten, zu verschießen.
Der Nb.W.35 war ein herkömmlicher Entwurf und im Grunde ein modifizierter 8-cm-Granatwerfer 34, mit einem neuen auf einen Durchmesser vom 10,5-cm glatt aufgebohrten Rohr. Die Bezeichnung 10-cm-Nebelwerfer 35 wurde vom OKW am 29. Januar 1942 bestimmt, um Verwechslungen mit dem 10-cm-Nebelwerfer 40 auszuschließen.

## Hintergrund
Grundsätzlich besteht die Möglichkeit Nebelgranaten mit Artilleriewaffen zu verschießen. Allerdings sind Artilleriegeschütze während des Nebelschießens nicht für andere Aufgaben einsetzbar. Gleichzeitig verschleißen Rohre von Artilleriewaffen stärker als das eines Nebelwerfers. Die dünnwandige Geschosse, wie sie von Nebelwerfern abfeuerbar sind, können mehr chemische Masse ins Ziel transportieren. Nebelwerfer sind beweglicher als Geschütze und können schneller ihren Standort wechseln. Unwegsames Gelände kann mit Nebelwerfern passiert werden und die Waffe kann in solch einem Gelände platziert werden. Die USA verfügten mit dem 4,2-inch Chemical Mortar M2 über eine vergleichbare Waffe.

## Bedienung und Transport
Der Nb.W.35 wurde zum Transport in drei Traglasten zerlegt, davon wog das Rohr 31,7 kg, die Bodenplatte 36,3 kg und das Zweibein 32,2 kg. Die Geschützbedienung bestand aus dem Geschützführer, drei Richt- und Ladeschützen sowie drei Munitionsträgern.
Zum Transport im Gelände nach dem Absitzen von den Kraftfahrzeugen standen
- das „Nebelfahrzeug 1“ (Nbf.1), der „Werferkarren für 10-cm-Nebelwerfer“, und
- das „Nebelfahrzeug 1/1“ (Nbf.1/1), der „Munitionskarren für 10-cm-Nebelwerfer“,

zur Verfügung. Beide Handkarren waren zusammenklappbar und wurden zum Marsch auf den Kraftfahrzeugen verlastet.
Diese beiden Karren wurden später durch das „Nebelfahrzeug 2“ (Nbf.2), den „Handkarren für 10-cm-Nebelwerfer“, abgelöst, der einfacher aufgebaut war und nicht mehr zusammengeklappt werden konnte.
Zum Marsch über längere Strecken waren Nebelwerfer, Munition, Handkarren und Bedienung auf dem Sd.Kfz. 11/1, dem „Nebelkraftwagen mit Fahrgestell des leichten Zugkraftwagens 3 Tonnen“ (le.Zgkw.3t.) verlastet. Eine Nebel Werfer Batterie (mot) hatte im Kriegsstärkenachweis (KStNw) 614 vom 1. Oktober 1939 zwölf Sd.Kfz. 11/1, ab dem 8. April 1940 dann sechs Sd.Kfz. 11/1 und sechs Sd.Kfz. 10/1 und schließlich ab 1. Februar 1941 zwölf Sd.Kfz. 11/4.
Auch im Gebirge oder bei Schnee konnte der Nebelwerfer transportiert werden. Dazu wurde dieser zerlegt und in vier Lasten auf sogenannte Boots-Akja aufgeteilt, welche ab 1942 zur Verfügung standen.

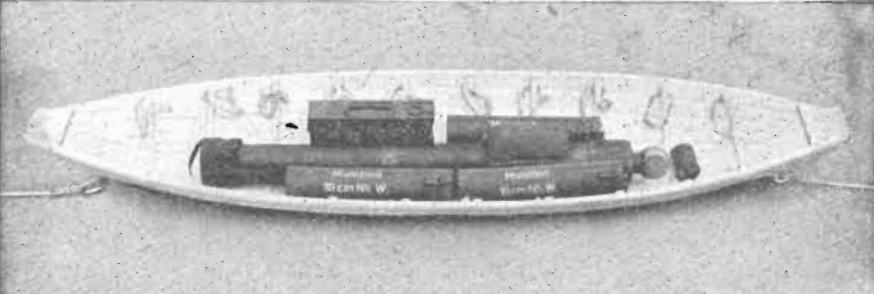
Boots-Akja mit Rohr, Patronenkasten und drei Wurfgranaten
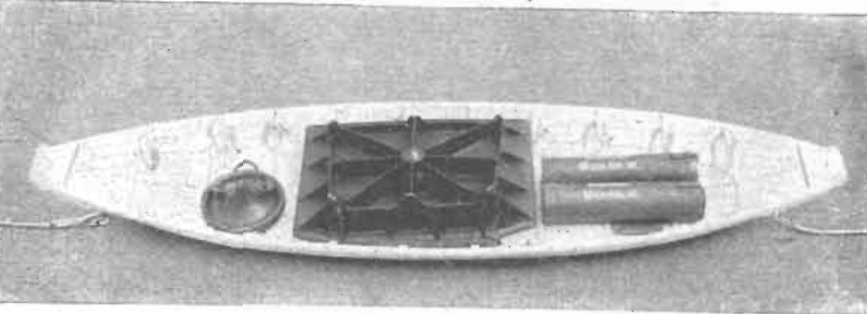
Boots-Akja mit Bodenplatte und zwei Wurfgranaten
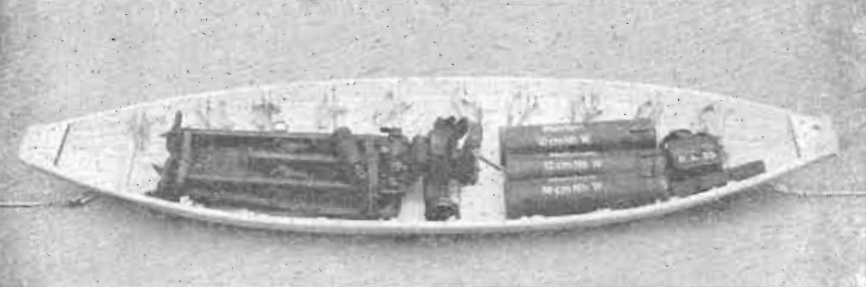
Boots-Akja mit Zweibein, Richtaufsatz 35 und drei Wurfranaten
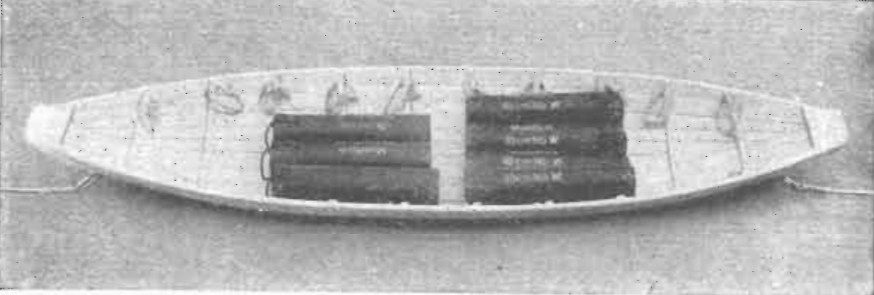
Boots-Akja mit sieben Wurfgranaten

## Einsatzgeschichte

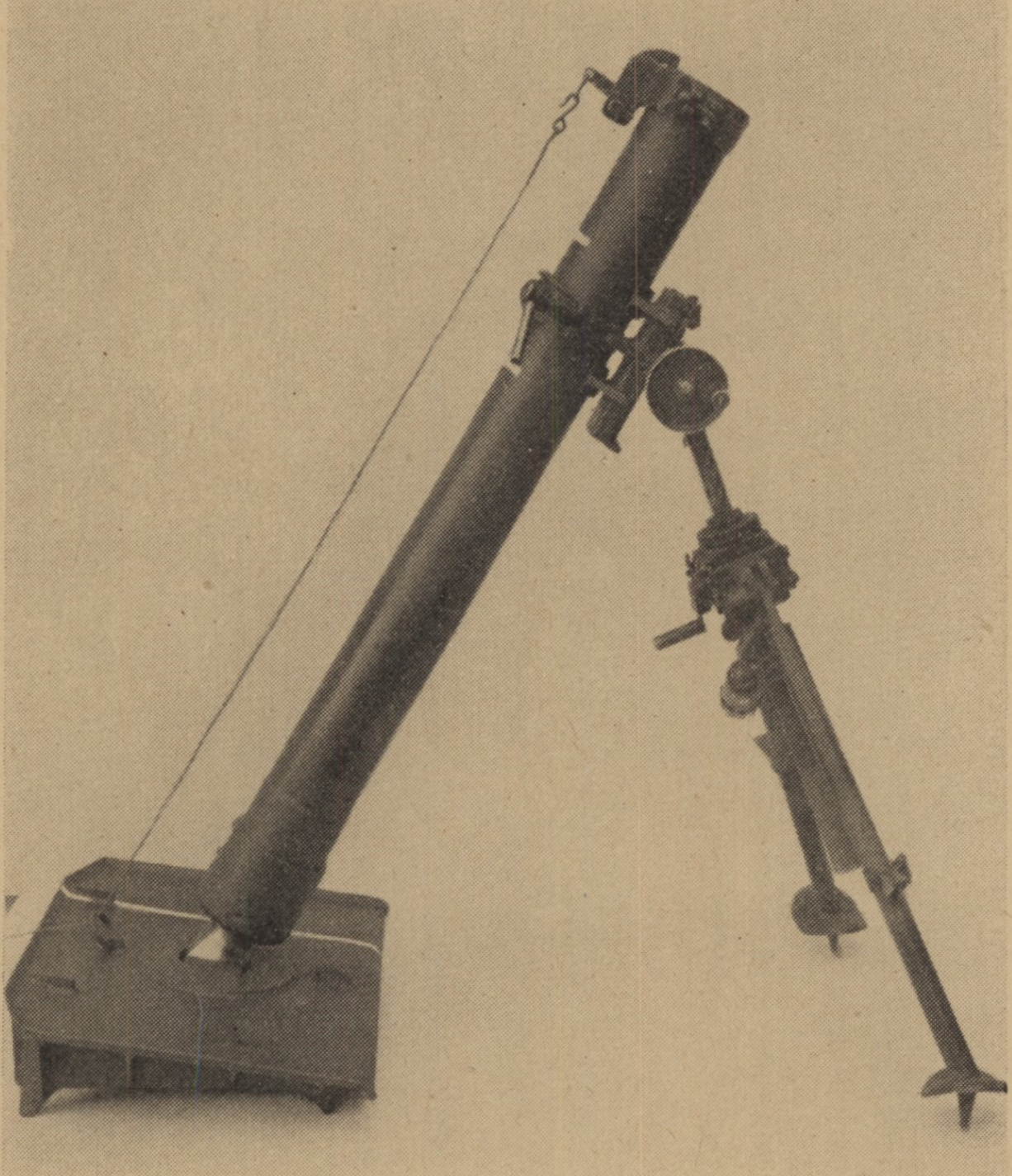
10 cm Nebelwerfer 35

Die Kernzelle der mit dem 10-cm-NbW ausgerüsteten Einheiten war die 2. Eskadron Fahr Abteilung 4 (Dresden) die im Jahr 1929 den Auftrag zur Entwicklung und Erprobung von Nebelmitteln und -geräten erhielt. Aus ihr wurde am 01.10. die Artillerie-Abteilung Königsbrück, die bereits zwei Batterien 10-cm-NbW hatte, allerdings auch noch in der 2. Batterie „Rauchspurgeräte“ für 11-cm-Pulverraketen.
Am 15. Oktober 1935 wurden die „Nebel-Lehr-und-Versuchs-Abteilung“ und „Nebel-Abteilungen“ 1 und 2, vermutlich heimlich, aufgestellt. Am 24. Februar 1938 wurde der Ob.d.H., Generaloberst von Brauchitsch, darüber informiert, dass die Nebel-Abteilungen 1 (Königsbrück) und 2 (Bremen) und die Nebel-Lehr- und Versuchsabteilung (Celle) mit je drei Batterien a 8 Werfern aufgestellt worden waren. Im Sommer 1938 sollten die Einheiten eine neue motorisierte Truppe bilden, die mit Fahrzeugen für den Transport der Waffen und Fahrzeugen für das Ausbringen von chemischen Kampfstoffen und für die Dekontamination von vergiftetem Gelände geeignet waren, ausgerüstet sein sollten. Sie waren „Heerestruppen“ und wurden den Divisionen bei Bedarf zugeteilt.
Am 23. Mai 1938 erging vom Oberkommando des Heeres (OKH) die Anweisung, dass im Fall der Mobilmachung eine Reorganisation erfolgt, durch die eine Nebel-Werfer-Abteilung und eine Entgiftungs-Abteilung zu bilden sei. Am 10. November 1938 wurde die Nebel-Abteilung 5 (Horb/TrÜbPlz Münsingen) aufgestellt. Die nun Nebel-Werfer-Abteilung genannten Verbände mit der Nr. 3 und 4 wurden am 22. September 1939 in Celle (3) und am 1. April 1940 in Celle (4) aufgestellt.
Demnach standen zu Kriegsbeginn drei Verbände zur Verfügung, die NbW Abt 1 wurde der HrGr Süd zugeteilt, die NbW Abt 2 nahm im Rahmen der HrGr Nord an den Kämpfen teil und die NbW Abt 5 verblieb während des Feldzuges gegen Polen an ihrem Standort. 1940 wird am 18. März in Bremen die NbW Abt 6 aufgestellt, am 20. März im Wehrkreis X die NbW Abt 7, im Wehrkreis XI (Raum Celle) am 15. März die NbW Abt 8 und die NbW Abt 9 am 15. März vermutlich im Wehrkreis XI. Bis auf die Nebelwerfer Abteilung 8, die schweres Wurfgerät hatte, zeigt eine OKH Gliederung vom 1. Februar 1941, dass alle Abteilung mit dem 10-cm-Nb.W. ausgerüstet waren.
Für den Einsatz in Norwegen war im Mai 1940 die „8. Batterie des Artillerieregimentes 222“ (8./Art.Rgt.222) mit acht 10-cm-Nb.W.35 ausgerüstet worden. Später wurde die Batterie in „Nebelwerfer-Batterie 222“ (Nb.W.Bttr.222) umbenannt. Die sonstigen Einsätze der 8 Verbände im Jahr 1940, ausgerüstet mit 10-cm-Nebelwerfer, sind in den Berichten zu den jeweiligen Verbänden nachvollziehbar.
Das Jahr 1942 zeigt in der OKH Gliederung der Nebeltruppe 6 Verbände mit dem 10-cm Nebelwerfer 35. Die Nebelwerfer Abteilungen 2, 3, 4, 5, 9 und 10 (Gebirgs). Letztgenannte „Gebirgs-Werfer-Abteilung 10“ mit dem Nb.W.35 wurde im Januar 1942 aufgestellt.
Im Jahre 1941 wurde die Produktion eingestellt; die Reichweite der Waffe war ungenügend.
Ab 1942 wurde der „10-cm-Nebelwerfer 35“ zunehmend ersetzt durch:
- den „10-cm-Nebelwerfer 40“ (10-cm-Nb.W.40), einen Granatwerfer mit Hinterladesystem,
- den „15-cm-Nebelwerfer 41“ (15-cm-Nb.W.41), einen Raketenwerfer und
- das „28/32-cm-schweres-Wurfgerät 40“ (s.W.G.40).

Die „Nebel-Abteilungen“ wurden in „Nebelwerfer-Abteilungen“ umgegliedert und in Regimentern zusammengefasst.
Die Nb.W.35 wurden danach von anderen Truppenteilen als herkömmliche Granatwerfer weiterverwendet.

## Munition
Für den Nb.W.35 gab es von Anfang an, mit der 10-cm-Wgr. 35 Spr, auch ein konventionelles Sprenggeschoss.
Der Werfer verschoss
- die 7,26 kg schwere Sprenggranate (10-cm-Wgr.35 Spr), die 1,7 kg TNT trug,[11]
- die 7,26 kg schwere Rauchgranate (10-cm-Wgr.35 Nb), die 1,7 kg FS trug,[11]
- die Kampfstoffgranate (10-cm-Wgr.35 Kh) [Kammerhülse], die mit Gelbkreuz gefüllt war,[12]
- die (wenig produzierte) Kampfstoffgranate (10-cm-Wgr.35 Z.B.) [Zwischenboden], die mit 0,9 kg Kampfstoff gefüllt war,[12] und
- die 7,35 kg schwere, 432 mm lange Wurfgranate 37 (Wgr.37 Spr), die 1,28 kg Sprengstoff trug.[13]

Mit einer Grundladung von 15 g und vier zusätzlichen, ringförmigen Treibladungsbeuteln von je 21 g verschossen, erreichten sie eine Mündungsgeschwindigkeit von 193 m/s und eine Schussweite von 3025 m. Die Streuung lag bei 65 m.